# Eparchia di Mariinsk

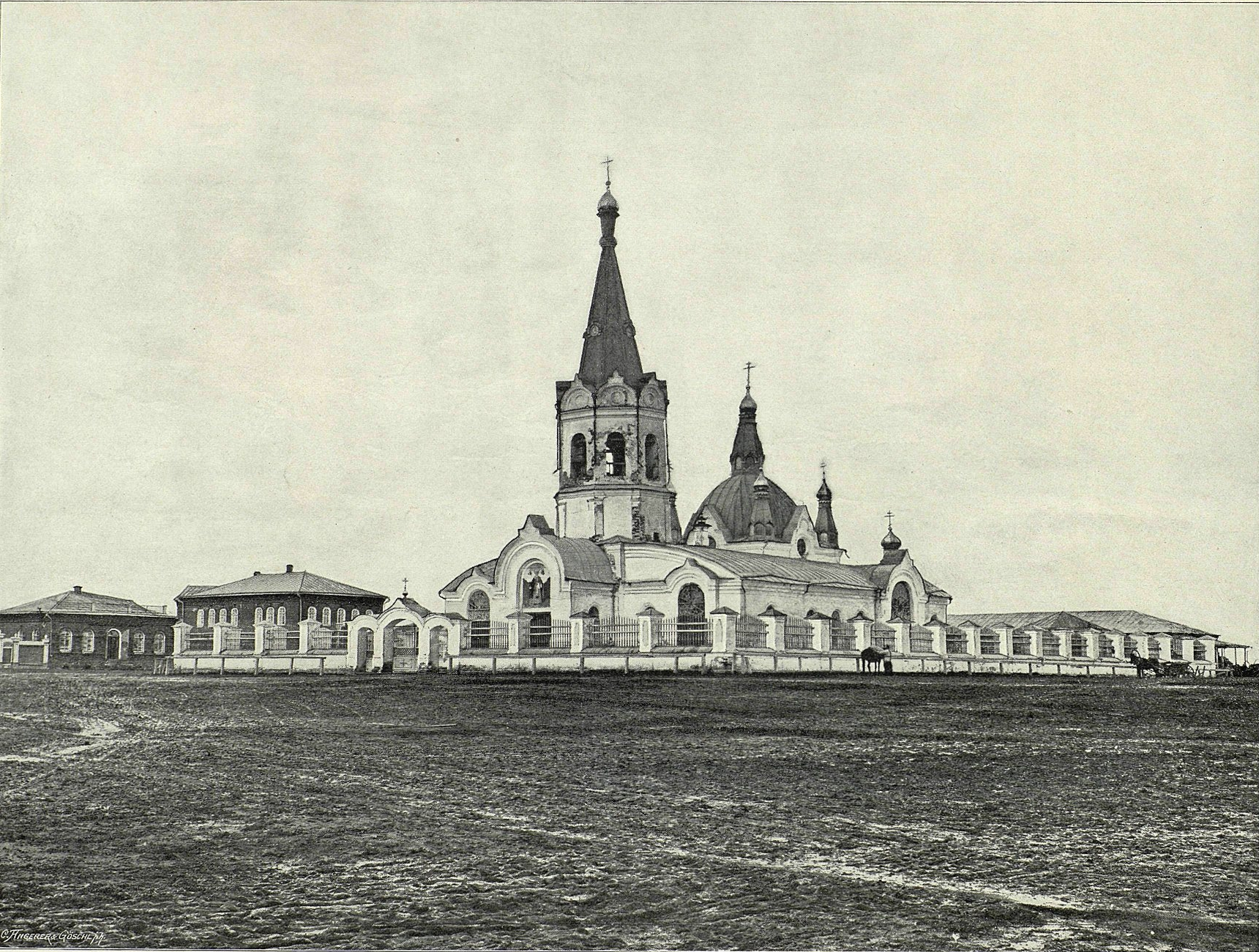
La cattedrale di San Nicola di Mariinsk in una foto del 1899.

L'eparchia di Mariinsk (in russo Мариинская епархия?) è una diocesi della Chiesa ortodossa russa, appartenente alla metropolia del Kuzbass.

## Territorio
L'eparchia comprende le città di Anžero-Sudžensk, Tajga e Jurga e 10 rajon della oblast' di Kemerovo nel circondario federale della Siberia.
Sede eparchiale è la città di Mariinsk, dove si trova la cattedrale di San Nicola.
L'eparca ha il titolo ufficiale di «eparca di Mariinsk e di Jurga».

## Storia
L'eparchia è stata eretta dal Santo Sinodo della Chiesa ortodossa russa il 26 luglio 2012, ricavandone il territorio dall'eparchia di Kemerovo.